# العسارة (أولاد أزمام)
العسارة هو دُوَّار يقع بجماعة أولاد زمام، إقليم الفقيه بن صالح، جهة بني ملال خنيفرة في المملكة المغربية. ينتمي الدوّار لمشيخة أولاد أزمام التي تضم 4 دواوير. يقدر عدد سكانه بـ 4604 نسمة حسب الإحصاء الرسمي للسكان والسكنى لسنة 2004.

## روابط خارجية
- البوابة الوطنية للجماعات الترابية
- المندوبية السامية للتخطيط